# Casalvecchio di Puglia
Casalvecchio di Puglia es una localidad y comune italiana de la provincia de Foggia, región de Apulia, con 2001 habitantes.

## Evolución demográfica
| Gráfica de evolución demográfica de Casalvecchio di Puglia entre 1861 y 2001 |
|                                                                              |
| Fuente ISTAT - elaboración gráfica de Wikipedia                              |